# 佐野嘉幸
佐野 嘉幸（さの よしゆき、1944年（昭和19年）4月1日 - ）は、山梨県甲府市出身の元プロ野球選手（内野手）・コーチ・監督。

## 経歴

### プロ入り前
中学時代はエースで4番打者。甲府工業高校では1年次の1960年秋から中堅手でレギュラーとなり、2年次の1961年には遊撃手に転向。同年の秋季関東大会1回戦に進むが、作新学院のエース八木沢荘六に抑えられ敗退し、春の選抜出場を逸する。3年次の1962年には主将として夏の甲子園予選西関東大会決勝で、エース山崎裕之を擁する上尾高を接戦の末に降して夏の甲子園にチーム初出場を果たすが、本大会は1回戦で高岡商に敗退した。

### 現役時代
卒業後の1963年に東映フライヤーズへ入団し、3年目の1965年には二塁手、遊撃手を兼ねて71試合に先発出場。1966年には岩下光一の故障で遊撃手の定位置を獲得するが、1967年に大下剛史の入団で三塁手にコンバートされる。1967年5月27日の阪急戦（後楽園）では1回裏に足立光宏から本塁打を放ち、チームは初回先頭打者本塁打による1-0勝利を決めている。1966年と1968年には1試合ずつ、対戦した両球団のスターティング・ラインナップの同じ打順に、すべて同じポジションの選手が揃った試合に出場。同じ記録を持っているのが関川浩一で1997年に1試合出場しており、佐野と関川は同じ4月1日生まれである。1969年には初めて規定打席に到達した（19位、打率.268）。
1972年に高橋博士との交換トレードで江本孟紀と共に南海ホークスへ移籍すると、背番号3が与えられる。同年は衰えの見える小池兼司に代わる正遊撃手となり、2度目の規定打席に到達（25位、打率.256）。1973年のリーグ優勝にも貢献するが、同年の巨人との日本シリーズでは、4試合に遊撃手として先発して12打数無安打に終わる。1974年9月26日の日本ハム戦（後楽園）で6回表に小池の代打として出場し、史上177人目の通算1000試合出場を達成。
1975年途中、かつて南海のコーチであった古葉竹識監督に請われ、広島東洋カープに移籍。再び大下とチームメイトとなり、同年の阪急との日本シリーズでは4試合に代打として出場し、10月30日の第4戦（広島市民）では1点を追う延長13回裏2死満塁に外木場義郎の代打で起用され、山口高志から同点適時打を放つ。二塁走者の木下富雄が本塁で刺されサヨナラはならなかったが、引き分けに持ち込んだ。1976年後半には故障欠場の大下に代わって二塁手に入り、34試合に先発出場。6月6日の巨人戦（広島市民）では金城基泰の代打で途中出場し、7回裏には小林繁から移籍後初本塁打を放つなど3打数3安打1打点の活躍を見せる。1979年は5月27日の中日戦（広島市民）にエイドリアン・ギャレットの代打で水谷啓昭から3年ぶりの本塁打を放ち、岡山に移った翌28日には内田順三の代打で同じく水谷から2日連続本塁打を放つ。近鉄との日本シリーズでは出番がなく、同年限りで現役を引退。

### 引退後
引退後は広島二軍打撃コーチ（1980年 - 1985年）→韓国KBO・OBベアーズ打撃コーチ（1986年）を経て、帰国後は古葉の招聘で横浜大洋ホエールズに移籍して一軍打撃コーチ（1987年 - 1989年）、古葉の退任後は二軍打撃コーチ（1990年）を務めた。一軍時代は、寺岡孝・小林正之両コーチと共に、投手として入団していた石井琢朗の野手としてのセンスに注目。特に佐野は熱心で、野手へのコンバートを訴える機会をうかがっていた石井に「お前は早くバッターになったほうがいいぞ。絶対、投手より野手に向いてるから」と初めて自ら野手転向を勧め、古葉にも「監督、石井のバッティングを見たら、これはピッチングよりもはるかにいい。何としてでも野手にしましょうや」と申し出た。野手にするのなら遊撃手、石井の肩、足、身のこなしがあれば、絶対にいい遊撃手になれる、と具体的なコンバートの構想まで古葉に語っていたほどであったが、佐野の申し出に、古葉は「監督としては、新人のコンバートより何より、まず少しでも使える投手を一軍ベンチに揃えることが先決」と考え、首を縦に振らなかった。
大洋退団後は古巣・東映の後身となる日本ハムで二軍打撃コーチ（1991年, 1993年 - 1995年）・一軍打撃コーチ（1992年）・二軍監督（1996年 - 2000年）を務め、二軍監督時代には2度のイースタン・リーグ優勝（1997年, 1999年）、1997年にはファーム日本一に導く。
日本ハム退団後はサンディエゴ・パドレス極東地区担当スカウト（2001年 - 2003年）を経て、千葉ロッテマリーンズで一・二軍巡回コーチ（2004年 - 2006年, 2008年）、二軍打撃コーチ（2007年）を務めた。
ロッテ退団後の2009年は初めて無所属で時折少年野球を指導する程度の生活を送っていたが、三沢今朝治球団社長からの電話がきっかけでBCリーグ・信濃グランセローズ監督（2010年 - 2012年）を務める。1年目の2010年は勝率.397と不振に終わったが、2011年は後期残り3試合で上信越地区優勝へのマジック2を点灯させるなど優勝争いを演じた。

## 詳細情報

### 年度別打撃成績
| 年 度      | 球 団      | 試 合 | 打 席 | 打 数 | 得 点 | 安 打 | 二 塁 打 | 三 塁 打 | 本 塁 打 | 塁 打 | 打 点 | 盗 塁 | 盗 塁 死 | 犠 打 | 犠 飛 | 四 球 | 敬 遠 | 死 球 | 三 振 | 併 殺 打 | 打 率 | 出 塁 率 | 長 打 率 | O P S |
| ---------- | ---------- | ----- | ----- | ----- | ----- | ----- | -------- | -------- | -------- | ----- | ----- | ----- | -------- | ----- | ----- | ----- | ----- | ----- | ----- | -------- | ----- | -------- | -------- | ----- |
| 1963       | 東映       | 2     | 0     | 0     | 0     | 0     | 0        | 0        | 0        | 0     | 0     | 0     | 0        | 0     | 0     | 0     | 0     | 0     | 0     | 0        | ----  | ----     | ----     | ----  |
| 1964       | 東映       | 21    | 18    | 17    | 5     | 2     | 0        | 0        | 0        | 2     | 0     | 1     | 0        | 0     | 0     | 1     | 0     | 0     | 5     | 0        | .118  | .167     | .118     | .284  |
| 1965       | 東映       | 112   | 249   | 230   | 23    | 49    | 4        | 2        | 7        | 78    | 22    | 7     | 2        | 3     | 2     | 13    | 0     | 1     | 52    | 1        | .213  | .258     | .339     | .597  |
| 1966       | 東映       | 122   | 341   | 316   | 39    | 82    | 17       | 4        | 2        | 113   | 23    | 10    | 3        | 7     | 2     | 14    | 3     | 2     | 47    | 9        | .259  | .295     | .358     | .653  |
| 1967       | 東映       | 109   | 347   | 313   | 36    | 71    | 8        | 2        | 8        | 107   | 32    | 10    | 4        | 8     | 4     | 18    | 0     | 4     | 49    | 4        | .227  | .278     | .342     | .619  |
| 1968       | 東映       | 100   | 285   | 269   | 17    | 49    | 5        | 0        | 6        | 72    | 19    | 3     | 2        | 1     | 0     | 14    | 4     | 1     | 43    | 13       | .182  | .225     | .268     | .493  |
| 1969       | 東映       | 112   | 422   | 392   | 33    | 105   | 19       | 2        | 3        | 137   | 35    | 12    | 5        | 7     | 2     | 18    | 0     | 3     | 39    | 5        | .268  | .305     | .349     | .655  |
| 1970       | 東映       | 52    | 169   | 158   | 12    | 30    | 4        | 2        | 2        | 44    | 15    | 2     | 3        | 2     | 1     | 7     | 1     | 1     | 19    | 1        | .190  | .229     | .278     | .507  |
| 1971       | 東映       | 41    | 103   | 99    | 9     | 22    | 4        | 0        | 2        | 32    | 8     | 1     | 0        | 0     | 0     | 3     | 1     | 1     | 19    | 1        | .222  | .252     | .323     | .576  |
| 1972       | 南海       | 112   | 412   | 379   | 37    | 97    | 13       | 0        | 10       | 140   | 36    | 5     | 1        | 5     | 3     | 23    | 0     | 2     | 46    | 12       | .256  | .302     | .369     | .671  |
| 1973       | 南海       | 109   | 373   | 338   | 21    | 89    | 17       | 2        | 2        | 116   | 30    | 2     | 5        | 6     | 4     | 25    | 1     | 0     | 30    | 10       | .263  | .314     | .343     | .657  |
| 1974       | 南海       | 110   | 388   | 358   | 29    | 86    | 13       | 3        | 6        | 123   | 32    | 11    | 2        | 3     | 5     | 21    | 1     | 1     | 33    | 14       | .240  | .284     | .344     | .628  |
| 1975       | 南海       | 23    | 28    | 26    | 2     | 3     | 0        | 0        | 1        | 6     | 1     | 1     | 0        | 0     | 0     | 2     | 0     | 0     | 5     | 2        | .115  | .179     | .231     | .409  |
| 1975       | 広島       | 17    | 17    | 16    | 2     | 4     | 0        | 1        | 0        | 6     | 2     | 0     | 0        | 0     | 0     | 1     | 0     | 0     | 4     | 1        | .250  | .294     | .375     | .669  |
| '75計      | 広島       | 40    | 45    | 42    | 4     | 7     | 0        | 1        | 1        | 12    | 3     | 1     | 0        | 0     | 0     | 3     | 0     | 0     | 9     | 3        | .167  | .222     | .286     | .508  |
| 1976       | 広島       | 64    | 159   | 144   | 12    | 35    | 8        | 2        | 5        | 62    | 14    | 0     | 1        | 6     | 1     | 7     | 0     | 1     | 25    | 3        | .243  | .283     | .431     | .713  |
| 1977       | 広島       | 20    | 28    | 28    | 1     | 8     | 1        | 0        | 0        | 9     | 6     | 0     | 0        | 0     | 0     | 0     | 0     | 0     | 11    | 0        | .286  | .286     | .321     | .607  |
| 1978       | 広島       | 19    | 23    | 21    | 1     | 5     | 3        | 0        | 0        | 8     | 2     | 0     | 0        | 0     | 1     | 1     | 0     | 0     | 5     | 0        | .238  | .273     | .381     | .654  |
| 1979       | 広島       | 44    | 48    | 45    | 3     | 10    | 0        | 0        | 2        | 16    | 8     | 0     | 0        | 1     | 1     | 1     | 0     | 0     | 9     | 4        | .222  | .239     | .356     | .595  |
| 通算：17年 | 通算：17年 | 1189  | 3410  | 3149  | 282   | 747   | 116      | 20       | 56       | 1071  | 285   | 65    | 28       | 49    | 26    | 169   | 11    | 17    | 441   | 80       | .237  | .280     | .340     | .620  |

### 記録
初記録
- 初出場：1963年5月30日、対南海ホークス8回戦（大阪スタヂアム）、8回裏に岩下光一に代わり遊撃手として出場
- 初先発出場：1964年7月18日、対近鉄バファローズ20回戦（明治神宮野球場）、8番・遊撃手として先発出場
- 初安打：1964年8月4日、対近鉄バファローズ23回戦（日生球場）、9回表に佐々木宏一郎から
- 初盗塁：1964年9月14日、対西鉄ライオンズ30回戦（秋田市八橋野球場）、9回表に二盗（投手：井上善夫、捕手：河合保彦）
- 初打点：1965年4月22日、対南海ホークス2回戦（後楽園球場）、8回裏に高橋栄一郎から
- 初本塁打：1965年5月4日、対南海ホークス3回戦（大阪スタヂアム）、7回表に林俊宏から

節目の記録
- 1000試合出場：1974年9月26日、対日本ハムファイターズ後期9回戦（後楽園球場）、6回表に小池兼司の代打として出場　※史上177人目

その他の記録
- 初回先頭打者本塁打による1-0勝利：1967年5月27日、対阪急6回戦（後楽園球場）、1回裏に足立光宏から
- オールスターゲーム出場：1回（1969年）

### 背番号
- 71 （1962年、1987年 - 1989年）
- 58 （1963年 - 1964年）
- 28 （1965年 - 1968年）
- 4 （1969年 - 1971年）
- 3 （1972年 - 1975年途中）
- 36 （1975年途中 - 同年終了）
- 7 （1976年 - 1979年）
- 70 （1980年 - 1985年）
- 76 （1990年）
- 88 （1991年 - 1994年）
- 89 （1995年 - 2000年、2004年 - 2008年、2010年 - 2012年）